# Hippopotamomus
| Recensione     | Giudizio |
| -------------- | -------- |
| AllMusic       | [ 1 ]    |
| NME            | 0/10     |
| Piero Scaruffi | 5/10     |
| Select         | 4/5      |

Hippopotamomus è il quinto album in studio del cantautore scozzese Momus, pubblicato nel 1991 dalla Creation Records. Registrato con strumentazione economica dall'artista nel suo appartamento di Londra e dedicato a Serge Gainsbourg (deceduto lo stesso anno), il disco risultò controverso per via dei temi trattati, legati in special modo alla sessualità, alla pornografia, alla pedofilia e al cannibalismo. Ciò lo portò ad essere accolto in maniera contrastata dalla critica musicale. Inoltre uno dei pezzi, Michelin Man, venne eliminato subito dopo la messa in commercio per evitare ripercussioni legali dalla Michelin, infastidita dal modo in cui in esso veniva utilizzata la propria mascotte aziendale.

## L'album
Riguardo alla genesi dell'album, Momus scrisse:

## Accoglienza
Hippopotamomus ricevette un'accoglienza contrastata da parte della critica musicale. Sharon O'Connell di Melody Maker lo comparò all'opera di Serge Gainsbourg, ipotizzando che il titolo potesse riferirsi alla canzone scatologica e ricca di giochi di parole L'Hippopodame. Ted Kessler di Select affermò che l'album è «maliziosamente seducente». In una recensione retrospettiva, Steve Huey di AllMusic gli assegnò quattro stelle e mezzo su cinque, definendolo «abilmente realizzato, giocoso e cupamente comico, con la sua immaginazione senza censure (beh, ad eccezione di "Michelin Man")».
Tuttavia, Betty Page di NME diede uno zero su dieci al disco, etichettando Momus come un «pervertito» e un «ritentivo anale» e contestando i temi dell'album come il cannibalismo, la violenza contro le donne, la pornografia, la pedofilia e le pratiche sessuali estreme. La recensione sarebbe poi servita come base per Amongst Women Only, un documentario del 1991 diretto da Nicholas Triandafyllidis incentrato sui rapporti del cantautore con le donne e sulle accuse di misoginia sollevate contro di lui.

## Controversie
Inizialmente Hippopotamomus conteneva la canzone Michelin Man (nota anche come Made of Rubber), per la quale Momus venne minacciato legalmente dalla Michelin, infastidita dal fatto che la sua mascotte, una cui versione leggermente modificata con una testa d'ippopotamo era presente anche in copertina, venisse sfruttata per parlare del feticismo ipersessuale della gomma. Per questo motivo, tutte le copie invendute dell'album vennero distrutte e le successive stampe omisero la canzone dalla tracklist e nella cover presentarono soltanto la testa d'ippopotamo, ingrandita. Nel cofanetto Create II - Recreate il pezzo venne reinserito nella posizione originaria, ovvero tra I Ate a Girl Right Up e A Dull Documentary.

## Lista delle tracce
Musica e testi di Momus.
1. Hippopotamomus – 4:23
2. I Ate a Girl Right Up – 3:16
3. Michelin Man (Traccia eliminata dopo la prima stampa dell'album; reintrodotta nel 2018) – 1:54
4. A Dull Documentary – 3:12
5. Marquis of Sadness – 3:31
6. Bluestocking – 3:11
7. Ventriloquists and Dolls – 3:55
8. The Painter and His Model – 4:29
9. A Monkey for Sallie – 2:44
10. Pornography – 3:04
11. Song in Contravention – 4:36

Durata totale: 38:15

## Formazione
- Momus - voce, tutti gli strumenti
- "Preacher" Harry Powell - "Hippo Baritone" (in Hippopotamomus)
- Tammy Yoseloff - "Girlish Back-Up Singing" (in Marquis of Sadness)
- Vicky Cassidy - "Little Girlish Singing" (in Marquis of Sadness)
- Zoe Pascale - "French Girl Whispering Marguerite Duras" (in Bluestocking)
- Noko - chitarra elettrica (in Ventriloquists and Dolls)
- Lovecut DB - "Wiggly Electronic Noise"

### Produzione
- Doug Martin - ingegnere del suono
- Me Compagny - artwork